# WCW vs. the World
WCW vs. the World (conosciuto in Giappone come Virtual Pro-Wrestling) è un videogioco sul wrestling professionistico, uscito nel 1996 in Giappone, e nel 1997 in Nord America e in Europa su PlayStation, è stato il primo gioco sviluppato da The Man Breeze (che sarebbe poi diventato AKi Corporation) ad uscire dal Giappone e il secondo gioco di wrestling per PlayStation (il primo fu Power Move Pro Wrestling). Il gioco venne intitolato Virtual Pro-Wrestling ma per aumentare le vendite inserirono WCW che in quell'anni era un programma molto seguito.

## Caratteristiche
Il videogioco include molte caratteristiche dei giochi futuri sul wrestling prodotto da AKI. Un "Metro dello Spirito" sostituisce la barra dell'energia tradizionale. Il gioco dispone anche di modalità lottare, difendere e creare un titolo.

## Modalità di gioco
Il gioco possiede diverse modalità tra cui: League Challenge, Meglio dei Sette, Esibizione, Eliminazione, Torneo, League, e Doppio Titolo. Tali modalità sono prevalentemente caratteristiche del Puroresu (wrestling giapponese), in contrapposizione al wrestling americano.

## Roster

### WCW SuperStars
- Chris Benoit
- Dean Malenko
- Eddy Guerrero
- The Giant
- Jeff Jarrett
- Hulk Hogan
- Lex Luger
- Lord Steven Regal
- Ric Flair
- Rick Steiner
- Scott Steiner
- Sting
- Ultimo Dragon

### Lottatori inventati
- 200 Wins (Yoji Anjoh)
- Abispa (Jushin "Thunder" Liger)
- Akira (Akira Maeda)
- Bad Blood (The Great Muta)
- Bear Breath (Gary Albright)
- Billy Gaijin (Scott Norton)
- Black Belt (Taka Michinoku)
- Black Ninja (The Great Sasuke)
- Blackheart (Tarzan Goto)
- Bolt Jamison (Kensuke Sasaki nei panni di Power Warrior)
- Chono (Masahiro Chono)
- The Count (Stan Hansen)
- Dakota (Hiroshi Hase)
- David Harley (Sabu)
- Dojo (Shinya Hashimoto)
- El Borador (Hiroyoshi Tenzan)
- Fujigami (Tatsumi Fujinami)
- Grizz Lee (Bruiser Brody)
- Habanero (Hayabusa)
- Jaguar (Tiger Mask)
- Kaiji (Yoshiaki Fujiwara)
- Kapuna (Toshiaki Kawada)
- Kim Chee (Koji Kitao)
- Konaka (Shiro Koshinaka)
- Moma (Nobuhiko Takada)
- Mongol (Keiji Muto)
- Mongrel (Jumbo Tsuruta)
- Mukluk (Kensuke Sasaki)
- Overdose (Road Warrior Hawk)
- Puchteca (Atsushi Onita)
- Saladin (Genichiro Tenryu)
- Sam Song (Kenta Kobashi)
- Samoa (Giant Baba)
- Shanghai (Karl Gotch)
- Shaolin (Jinsei Shinzaki)
- Sherlock (Ken Shamrock)
- Siberia (Steve Williams)
- Steel Talon (Antonio Inoki)
- Thunder Dome (Bas Rutten)
- The Turk (il corpo di Dynamite Kid con i movimenti di Big Van Vader)
- The Unknown (Super Delfin)
- Uraki (Masakatsu Funaki)
- Wu Fang (Mitsuharu Misawa)
- Yamagiwa (Kazuo Yamazaki)